# Trophée des champions 2023
Il Trophée des Champions 2023 è stata la 47ª Supercoppa di Francia, la 28ª organizzata dalla LFP.
Si è svolta il 3 gennaio 2024 al Parco dei Principi di Parigi tra il Paris Saint-Germain, vincitore della Ligue 1 2022-2023, e il Tolosa, vincitore della Coppa di Francia 2022-2023.
Il trofeo è stato vinto dal Paris Saint-Germain, al dodicesimo successo nella competizione.

## Partecipanti
| Squadre             | Qualificazione                             | Partecipazioni precedenti (il grassetto indica la vittoria)                                         |
| ------------------- | ------------------------------------------ | --------------------------------------------------------------------------------------------------- |
| Paris Saint-Germain | Vincitore della Ligue 1 2022-2023          | 16 (1986, 1995, 1998, 2004, 2006, 2010, 2013, 2014, 2015, 2016, 2017, 2018, 2019, 2020, 2021, 2022) |
| Tolosa              | Vincitore della Coppa di Francia 2022-2023 | Nessuna                                                                                             |

## Tabellino
| Arbitro: | Hakim Ben El Hadj |

|                   |           |  |
| Lee 3’ Mbappé 44’ | Marcatori |  |

| Paris Saint-Germain | Tolosa |

| P               | 99 | Gianluigi Donnarumma |     |     |
| D               | 2  | Achraf Hakimi        |     |     |
| D               | 5  | Marquinhos           |     |     |
| D               | 37 | Milan Škriniar       |     | 71’ |
| D               | 21 | Lucas Hernandez      | 77’ |     |
| C               | 33 | Warren Zaïre-Emery   |     |     |
| C               | 17 | Vitinha              | 46’ |     |
| C               | 19 | Lee Kang-in          |     |     |
| A               | 10 | Ousmane Dembélé      |     | 69’ |
| A               | 7  | Kylian Mbappé        |     |     |
| A               | 29 | Bradley Barcola      |     | 66’ |
| A disposizione: |    |                      |     |     |
| P               | 1  | Keylor Navas         |     |     |
| D               | 26 | Nordi Mukiele        |     |     |
| D               | 35 | Lucas Beraldo        |     | 71’ |
| C               | 4  | Manuel Ugarte        |     |     |
| C               | 11 | Marco Asensio        |     | 69’ |
| C               | 15 | Danilo Pereira       |     |     |
| C               | 28 | Carlos Soler         |     |     |
| A               | 9  | Gonçalo Ramos        |     |     |
| A               | 23 | Randal Kolo Muani    |     | 66’ |
| Allenatore:     |    |                      |     |     |
| Luis Enrique    |    |                      |     |     |

| P                      | 50 | Guillaume Restes        |       |     |
| D                      | 13 | Christian Mawissa Elebi |       | 76’ |
| D                      | 23 | Moussa Diarra           |       |     |
| D                      | 2  | Rasmus Nicolaisen       |       |     |
| D                      | 17 | Gabriel Suazo           | 45+1’ |     |
| C                      | 24 | Cristian Cásseres Jr.   |       |     |
| C                      | 4  | Stijn Spierings         |       |     |
| C                      | 15 | Aron Dønnum             |       | 65’ |
| C                      | 8  | Vincent Sierro          |       | 76’ |
| C                      | 11 | César Gelabert          |       | 65’ |
| A                      | 9  | Thijs Dallinga          |       |     |
| A disposizione:        |    |                         |       |     |
| P                      | 30 | Álex Domínguez          |       |     |
| D                      | 12 | Warren Kamanzi          |       | 76’ |
| D                      | 31 | Kévin Keben             |       |     |
| C                      | 5  | Denis Genreau           |       |     |
| C                      | 22 | Naatan Skyttä           |       | 65’ |
| C                      | 34 | Noah Lahmadi            |       |     |
| A                      | 10 | Ibrahim Cissoko         |       | 76’ |
| A                      | 14 | Yanis Begraoui          |       |     |
| A                      | 19 | Frank Magri             |       | 65’ |
| Allenatore:            |    |                         |       |     |
| Carles Martínez Novell |    |                         |       |     |